# Cyphon puncticeps shikokensis
Cyphon puncticeps shikokensis es una subespecie de coleóptero de la familia Scirtidae.

## Distribución geográfica
Habita en Japón.